# 赫梅利夫 (弗拉基米爾-沃倫斯基區)
50°46′42″N 24°29′3″E / 50.77833°N 24.48417°E
赫梅利夫（烏克蘭語：Хмелів），是烏克蘭西北部的村莊，隸屬沃倫州的沃洛德米爾區。該村始建於1545年，面積673平方公里，2001年人口210，人口密度每平方公里0.31人。